# Johann Bernhard Kamm
Johann Bernhard Kamm (* 4. Februar 1736 in Obereuerheim; † 10. März 1816 in Bamberg) war ein deutscher Bildhauer des Rokoko im Übergang zum Klassizismus.

## Leben

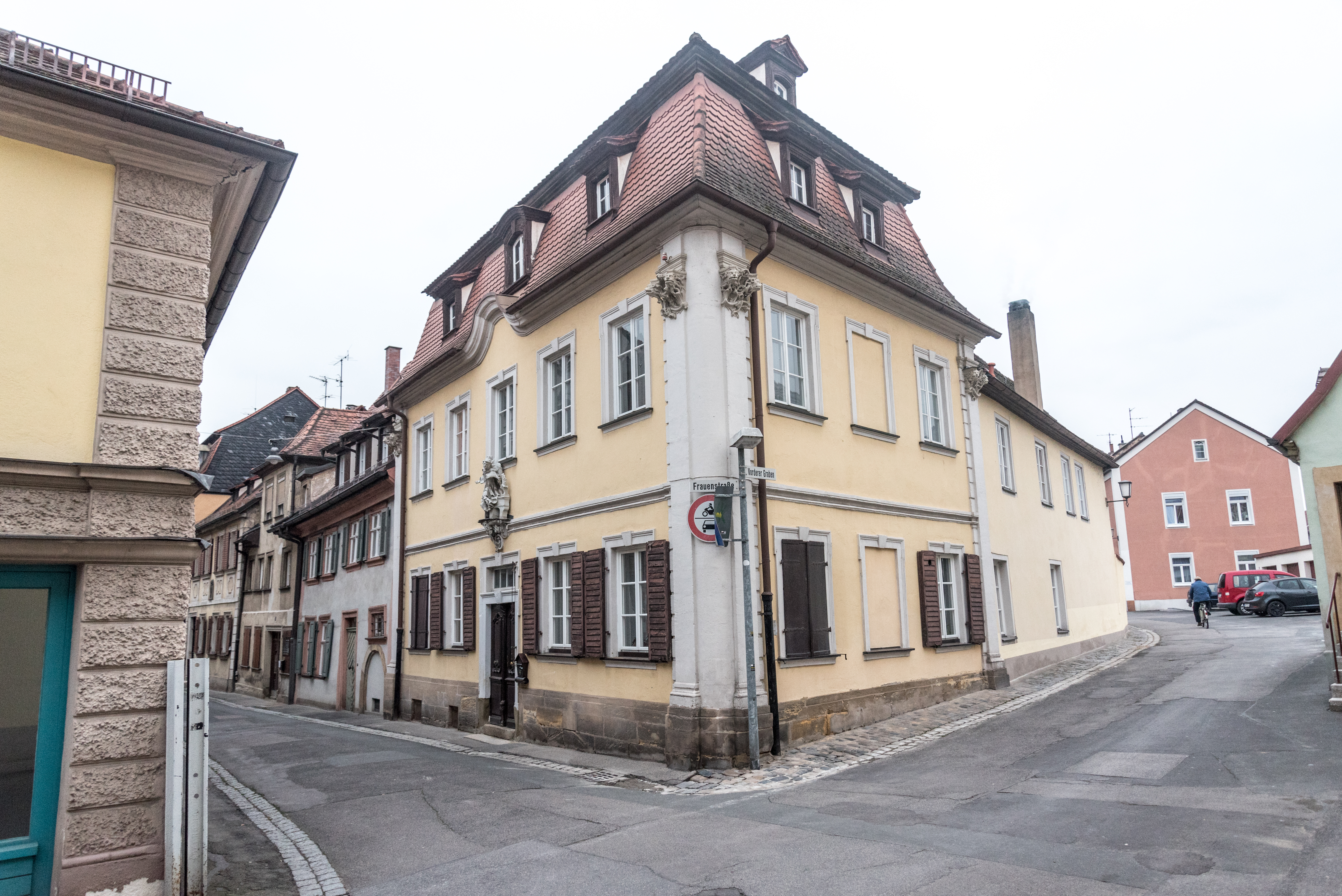
Wohnhaus und Werkstatt in der Frauenstraße in Bamberg

Johann Bernhard Kamm kam als Sohn des Schmiedemeisters Matthäus Kamm und seiner Frau Margaretha in Obereuerheim zur Welt. Seine Ausbildung zum Bildhauer erhielt er bei Johann Wolfgang van der Auwera in Würzburg, der damals unter anderem mit der Ausschmückung der Würzburger Residenz betraut war. Auch Johann Peter Wagner hat den jungen Kamm beeinflusst.
Nach seiner Ausbildung trat er eine Stelle beim Bamberger Hofbildhauer Johann Adam Stöhr an. Die Fürstbistümer Würzburg und Bamberg waren damals unter Fürstbischof Adam Friedrich von Seinsheim vereint. Nach dem frühen Tod Stöhrs 1759 heiratete Johann Bernhard Kamm dessen Witwe Anna Maria und übernahm die Werkstatt seines Meisters in der Frauenstraße 31. Von 1763 bis 1796 war er am fürstbischöflichen Hof beschäftigt. Nach dem Tod von Ferdinand Dietz wurde er 1777 zum Hofbildhauer ernannt, was ihm zwar kein festes Gehalt, aber eine bevorzugte Beauftragung einbrachte. So setzte sich seine produktive Schaffenszeit fort. Alleine die Zahl der von ihm geschaffenen Altäre liegt bei über 30.
Dem großzügigen Kunstförderer Adam Friedrich von Seinsheim folgte nach dessen Tod 1779 mit Franz Ludwig von Erthal ein ungleich schlichter auftretender Fürstbischof. Kamm begegnete dieser Herausforderung unter anderem damit, dass er seine künstlerische Handschrift verstärkt vom Rokoko zum frühen Klassizismus weiterentwickelte. Als angesichts der leeren fürstbischöflichen Kassen die größeren Aufträge dennoch rarer wurden, widmete er sich ab 1790 verstärkt der seriellen Anfertigung von Spiegelrahmen, die auch ins Ausland, sogar bis nach Amerika exportiert wurden. Zwei Jahre nach dem Tod seiner ersten Ehefrau heiratete Kamm 1792 ein zweites Mal, die Wirts- und Müllerstochter Anna Barbara Thaler aus Herzogenaurach. Nachdem die erste Ehe kinderlos geblieben war, entsprangen der zweiten Ehe mehrere Kinder. 1803 wurde ihm zur Erweiterung seiner Spiegel-Manufaktur die ehemalige Gertraudenkapelle zugesprochen. Im gleichen Jahr endete auch die Zeit des eigenständigen Hochstifts, das nun Baiern eingegliedert wurde. Im Zuge dieser Säkularisierung wurden kirchliche Werke Kamms verkauft oder neu verteilt. So gelangten z. B. wesentliche Teile der Ausstattung des Bamberger Dominikanerklosters in die Pfarrkirche von Hollfeld.
Als Kamm im Alter von 80 Jahren in Bamberg verstarb, betrieb sein Sohn Johann Philipp Kamm die Spiegelproduktion weiter, während seine Söhne Franz Melchior Kamm und Johann Andreas Kamm die Bildhauerei fortführten. Auch in späteren Generationen blieben mehrere Kamms der Bildhauerkunst treu.

## Werke
Als frühes bekanntes Werk gilt die Kanzel, die Kamm für seine Heimatkirche St. Laurentius in Obereuerheim schuf. Sein Hauptwerk findet sich aber im Hochstift Bamberg. Alleine in der Stadt Bamberg wirkte er bei der Ausgestaltung von über einem dutzend Kirchen mit. Bekannt sind aber auch profane Werke, wie der Fassadenschmuck an der Hauptwache, der Düthornbrunnen an der Oberen Brücke, der Concordiabrunnen, Grabdenkmäler oder die heute an der Uferbefestigung des Rhein-Donau-Kanals angebrachten Wappenschilde. Er arbeitete sowohl in Holz, als auch in Stein. Dabei gelang es ihm den Übergang vom Rokoko zum frühen Klassizismus zu meistern, was man etwa bei seinem Spätwerk in der Kirche St. Margaretha in Drügendorf erkennen kann.
Auswahl seiner Werke:
- Valentins-Altar, Kanzel und Beichtstühle für die Dominikanerkirche in Bamberg, 1759–1770. Nach der Säkularisation des Klosters in die Pfarrkirche Mariä Himmelfahrt nach Hollfeld abgewandert.
- Statuen des Heiligen Nepomuk in Döringstadt 1760/70, Hollfeld 1780 und Burgkunstadt 1782.
- Statue des Heiligen Wendelin in der Kirche St. Ulrich in Poppendorf, 1762.
- Altäre der Filialkirche St. Jakobus in Marloffstein, 1763.
- Nepomuk-Altar in der Wallfahrtskirche in Gößweinstein, 1765.
- Chorgestühl in St. Stephan in Bamberg, 1769/70.
- Innenausstattung der Pfarrkirche Mariä Geburt in Pettstadt, 1769–1774.
- Hochaltar und Kanzel der Stadtpfarrkirche Sankt Martin in Weismain, 1769–1783.
- Fassadenschmuck an der Hauptwache in Bamberg, 1773.
- Hochaltar der Pfarrkirche in Frensdorf, 1773.
- Nebenaltäre von St. Georg in Pfaffendorf, 1776.
- Düthornsbrunnen in Bamberg, nach Entwurf von Johann Georg Roppelt, 1778.
- Concordiabrunnen in Bamberg, 1778. Nach Zerstörung durch einen Lastwagen 1945, 1990 wieder rekonstruiert.
- Innenausstattung der Pfarrkirche St. Nikolaus in Pinzberg, 1778–1780.
- Innenausstattung der Pfarrkirche St. Kilian in Scheßlitz, 1778–1787.
- Hochaltar in der Benediktinerabtei Maria Frieden, 1779.
- Hauptportal am Haus Eisgrube 14 in Bamberg, 1782.
- Innenausstattung der Pfarrkirche St. Margaretha in Drügendorf, 1783.
- Steinerne Wappen für den Neubau der durch Hochwasser zerstörten Unteren Brücke in Bamberg, 1784/85.
- Kanzel für die Katharinenkapelle in Bamberg, 1786. Heute in der Kirche St. Gangolf.
- Altarfiguren des Hl. Leonhard und Hl. Vitus in der Kirche St. Wolfgang in Kleukheim, 1790.
- Prozessionsfigur des Heiligen Jakobus d. Ä., (Kamm zugeschrieben), 1790. Heute im Diözesanmuseum Bamberg.
- Epitaph für seine verstorbene erste Ehefrau Anna Maria Kamm, 1790 an der Gönningerkapelle.
- Prunkrahmen des Porträts von Fürstbischof Christoph Franz von Buseck, nach 1795. Im Besitz des Staatsarchivs Bamberg.
- Grabmal für den Kunstuhrmachermeister Leopold Hoys an der Obere Pfarre, 1799.
- Grabmal für den Weihbischof Johann Adam Behr, 1805. Ursprünglich außen an, nun in der Gönningerkapelle.

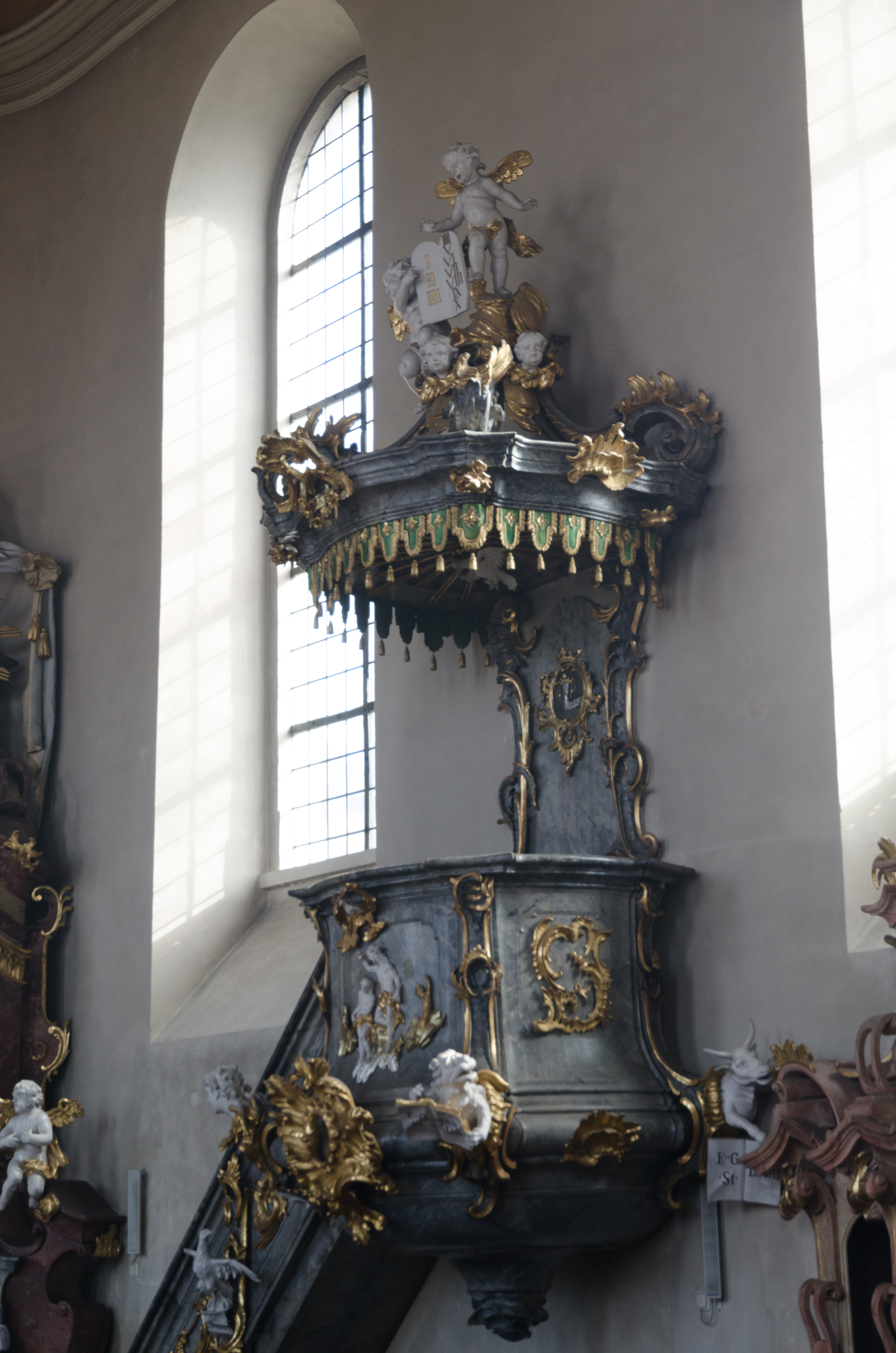
Kamms Frühwerk zugeschriebene Kanzel in Obereuerheim
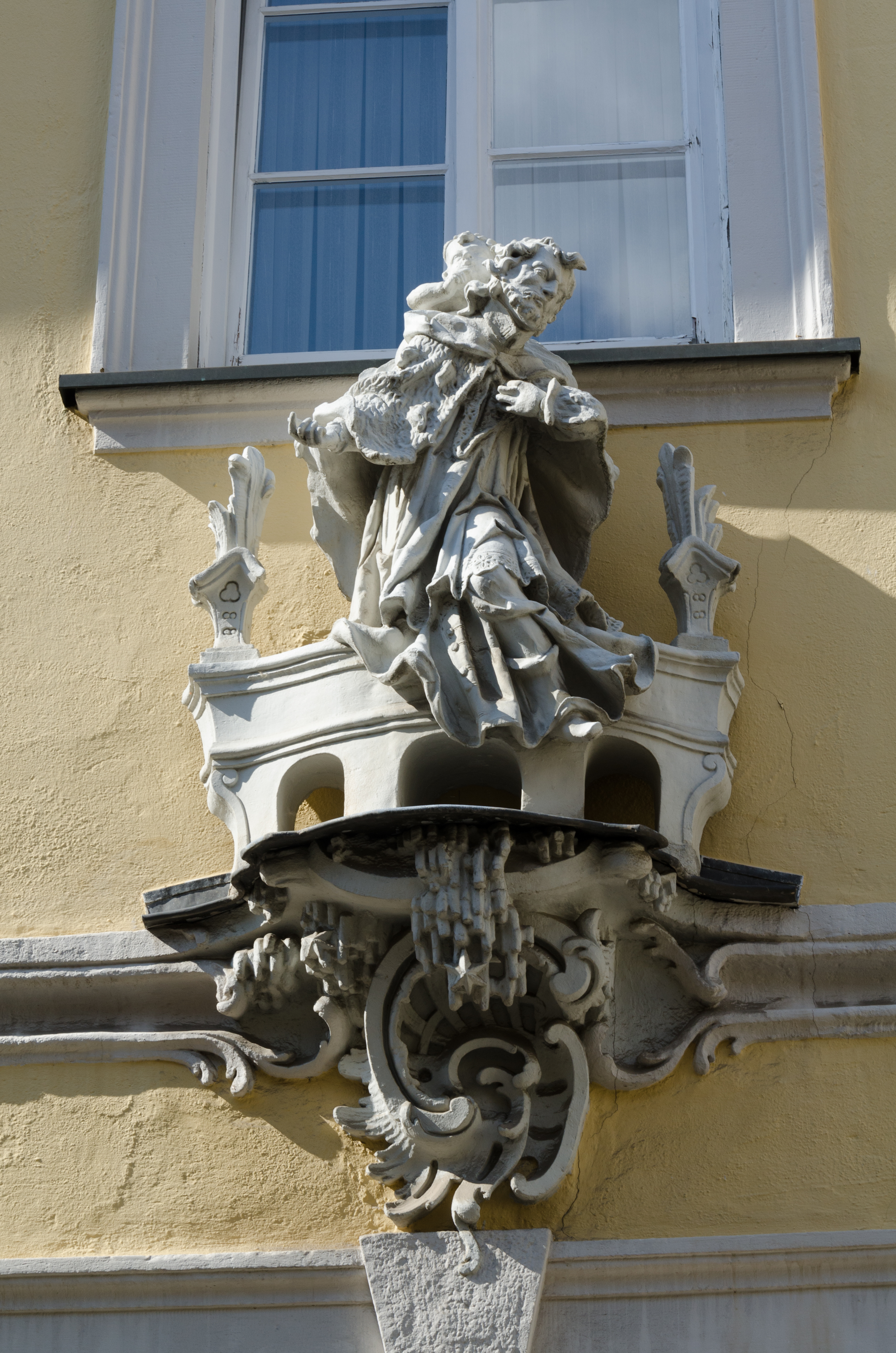
Hl. Johann Nepomuk, 1763 für sein eigenes Wohnhaus geschaffen
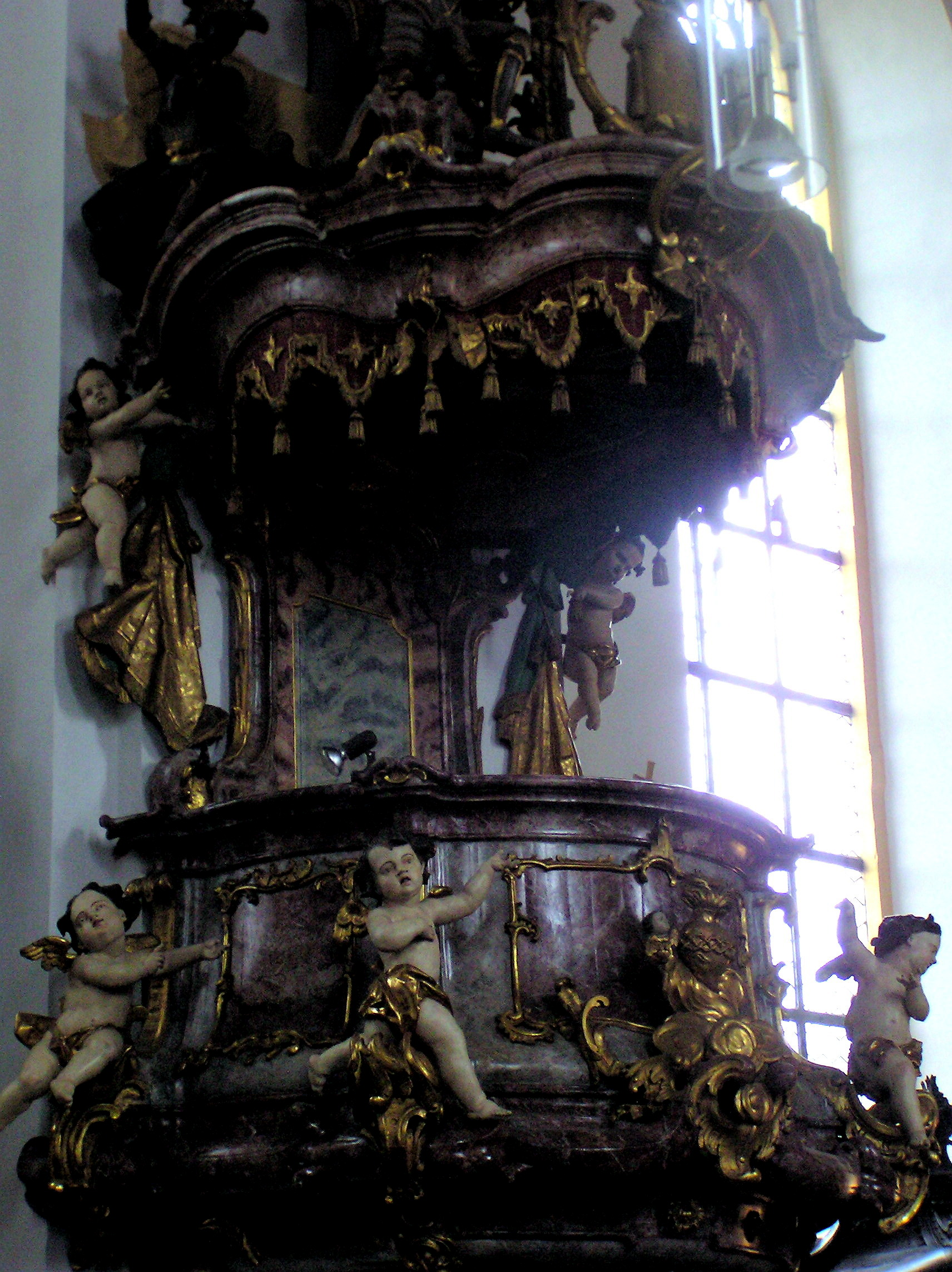
Für die Dominikanerkirche in Bamberg geschaffene Kanzel, nun in Hollfeld, 1769
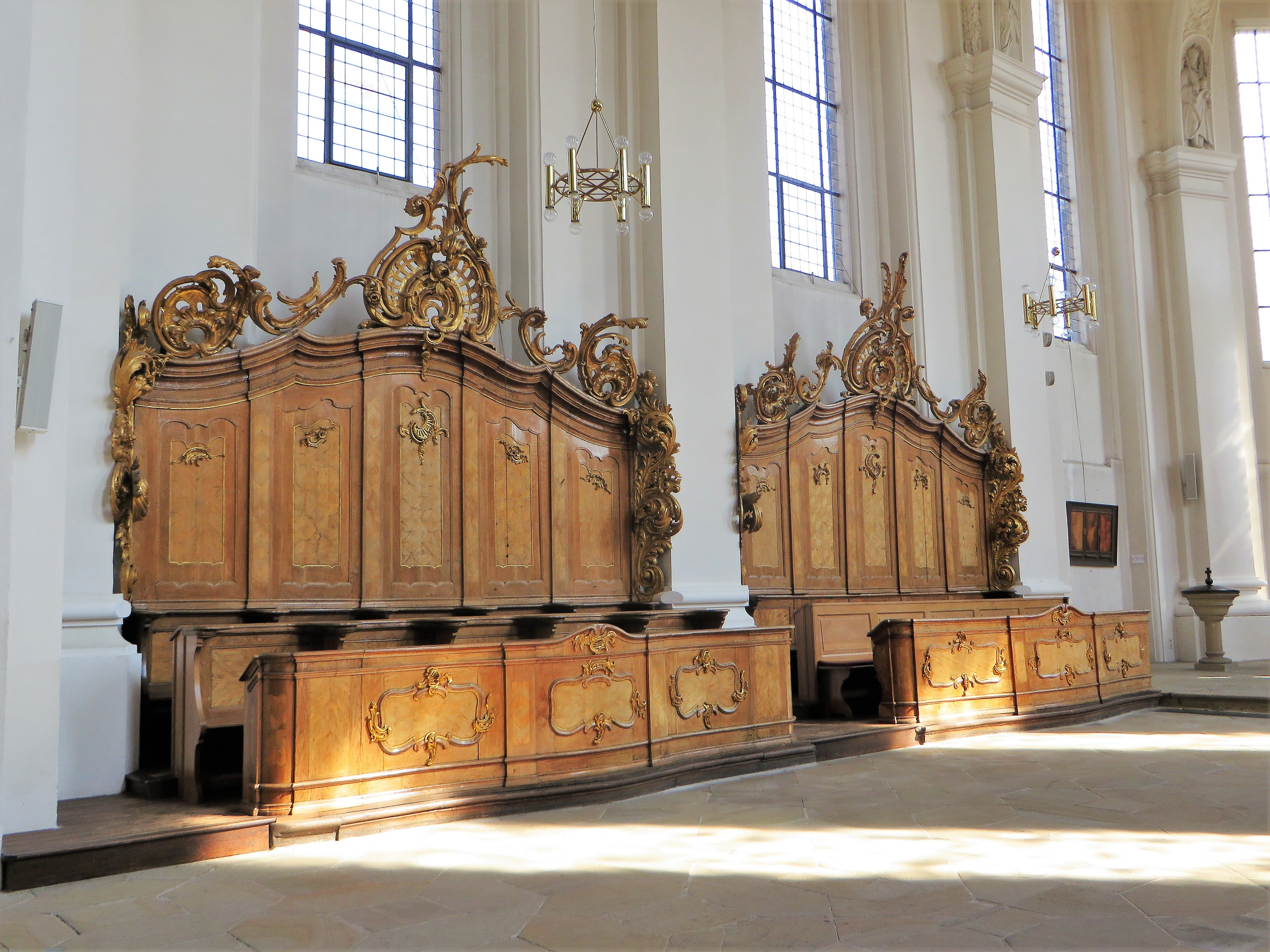
Chorgestühl in St. Stephan in Bamberg, 1769/70
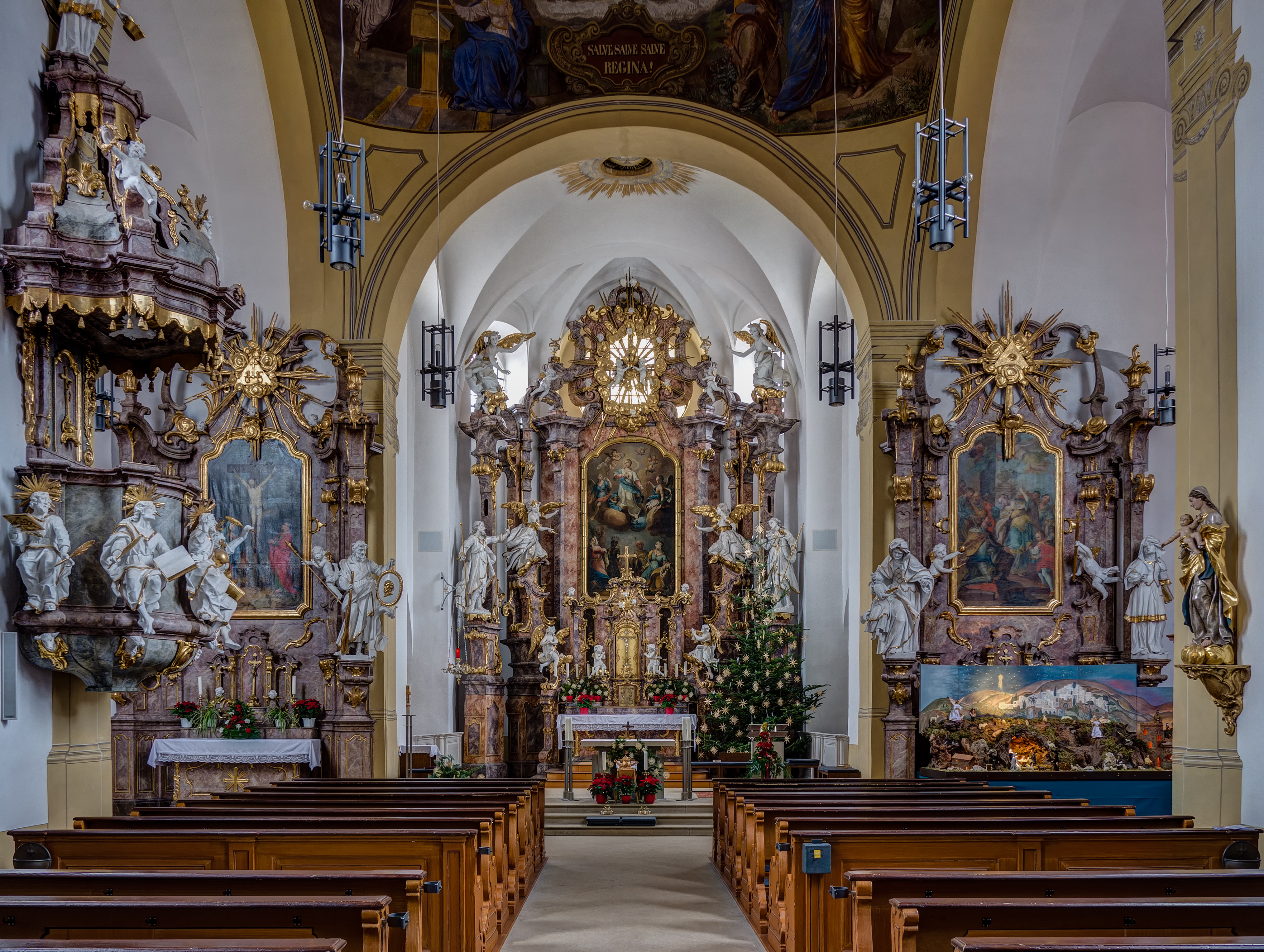
Innenausstattung der Kirche Mariä Geburt in Pettstadt, ab 1769
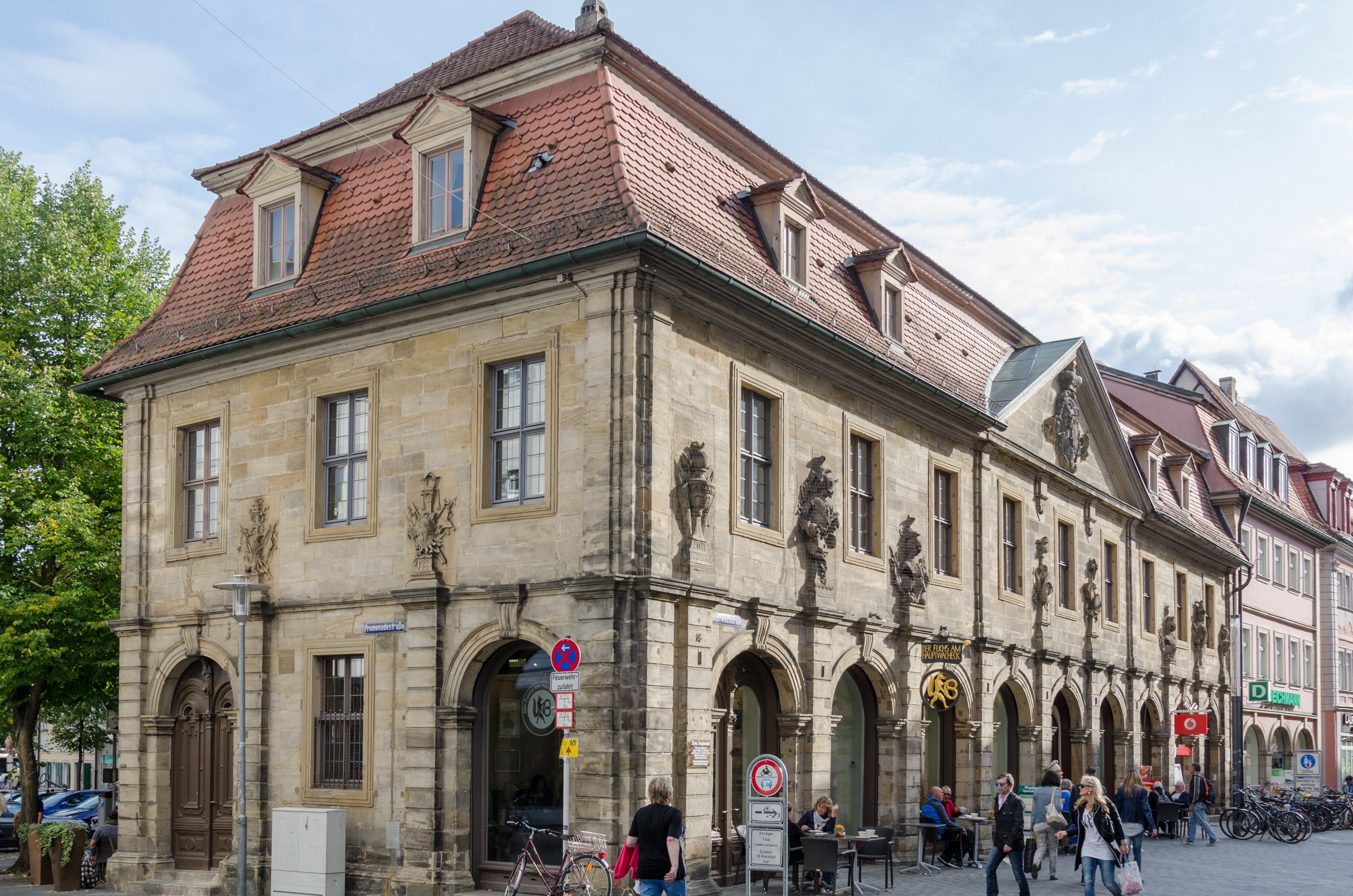
Hauptwache zu Bamberg mit Kamms Trophäenaufbauten von 1773
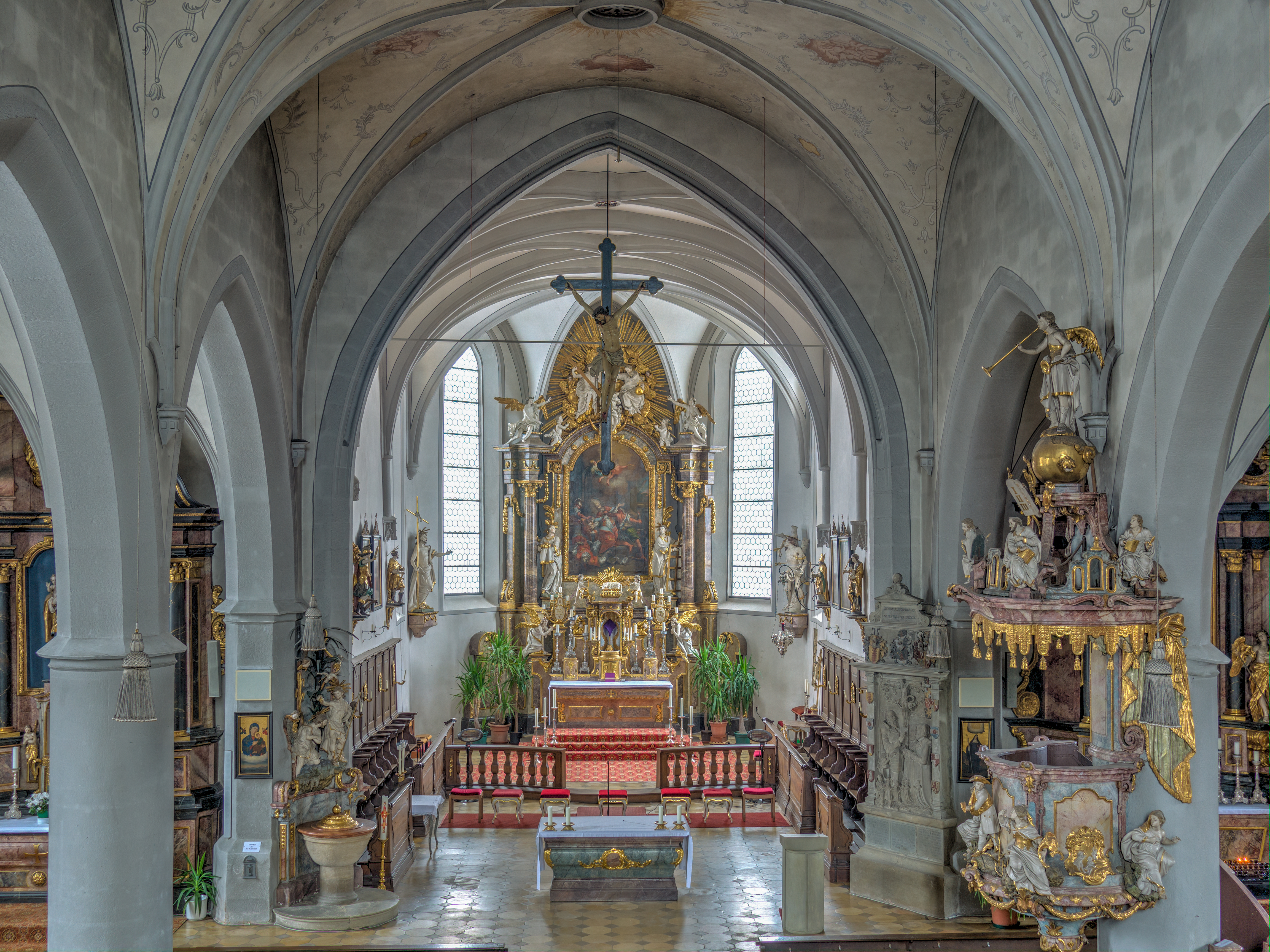
Innenausstattung der Kirche St. Kilian in Scheßlitz, ab 1778
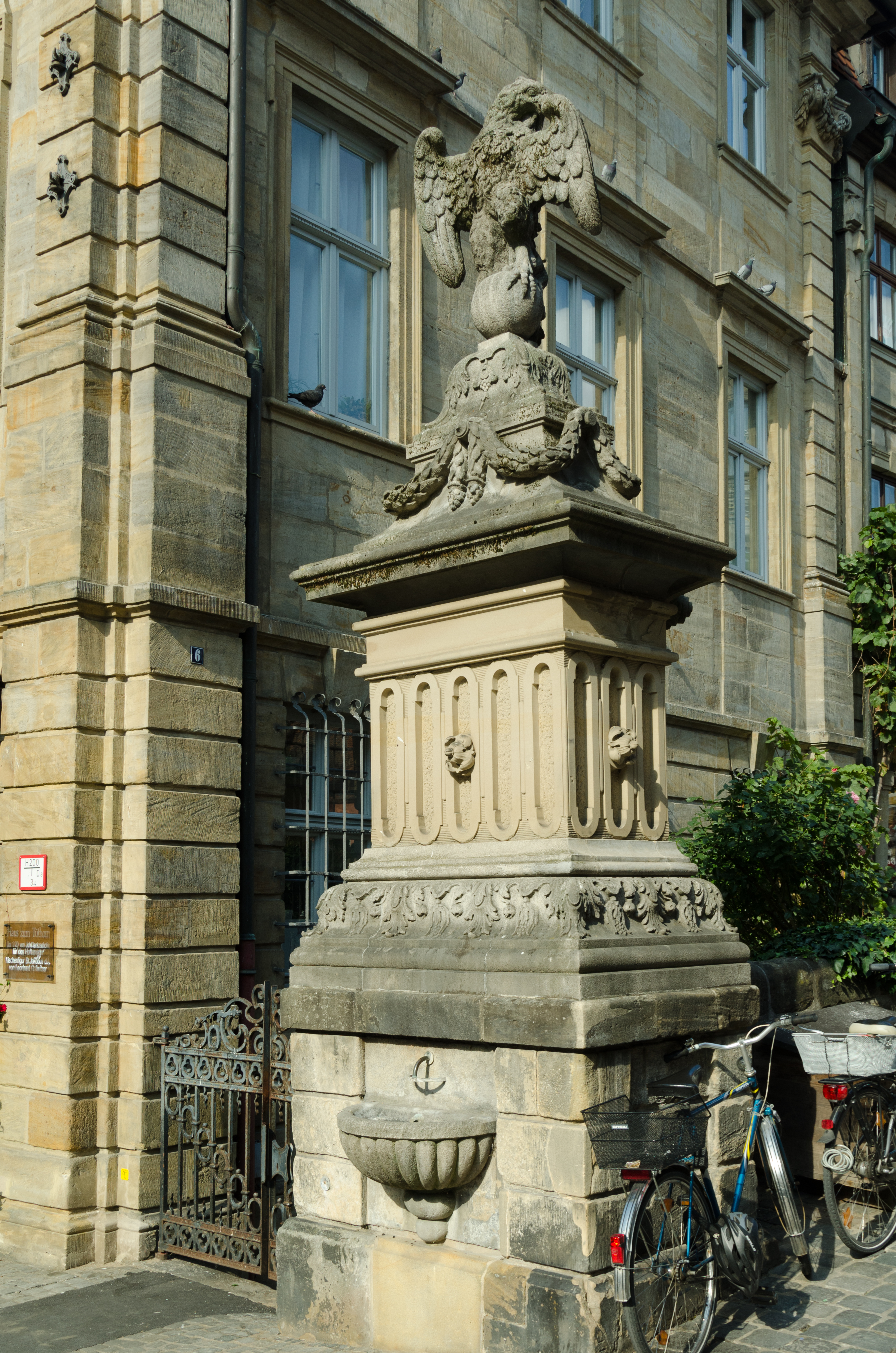
Düthornbrunnen, 1778
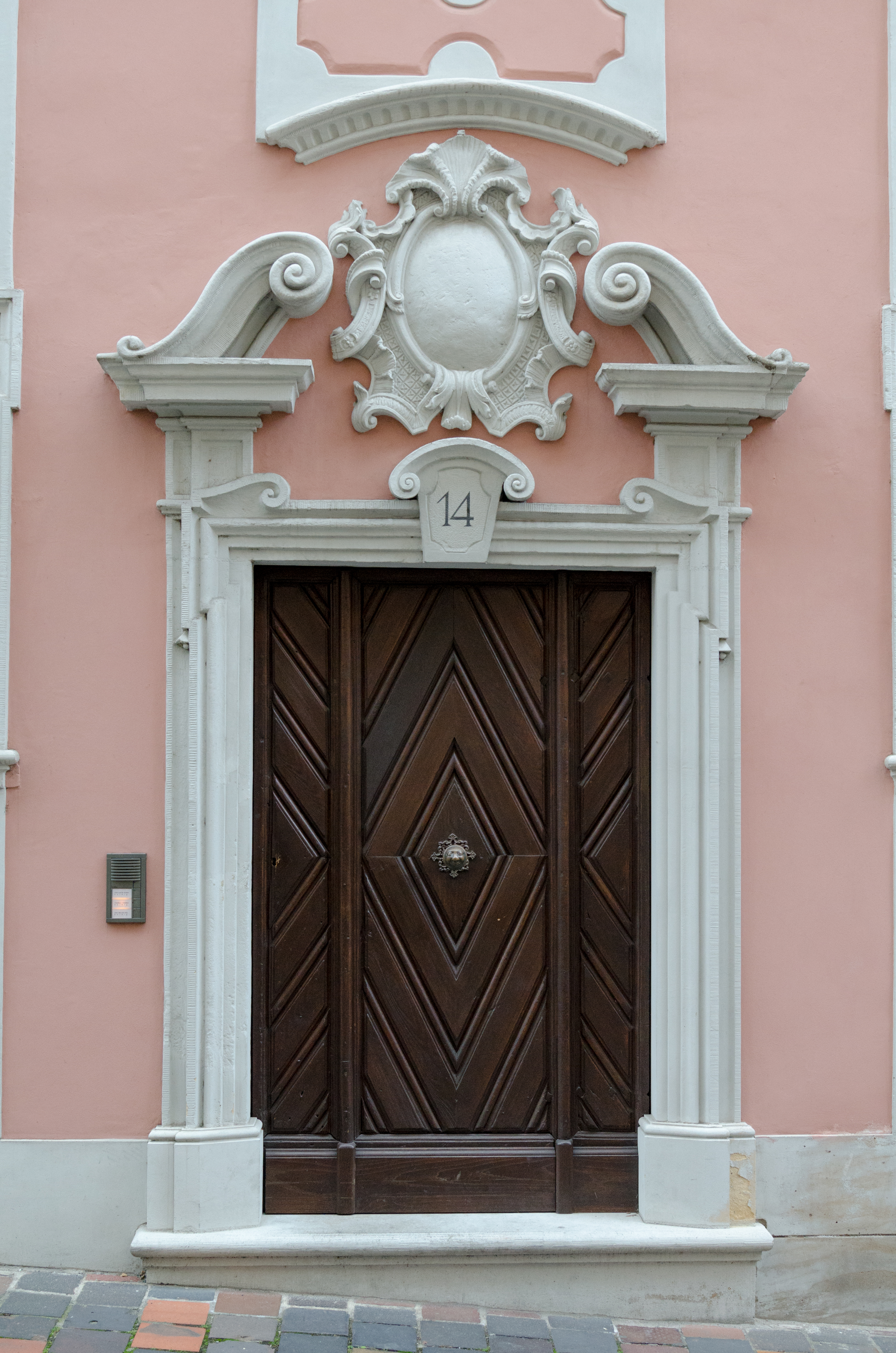
Portal am Haus Eisgrube 14 in Bamberg, 1782
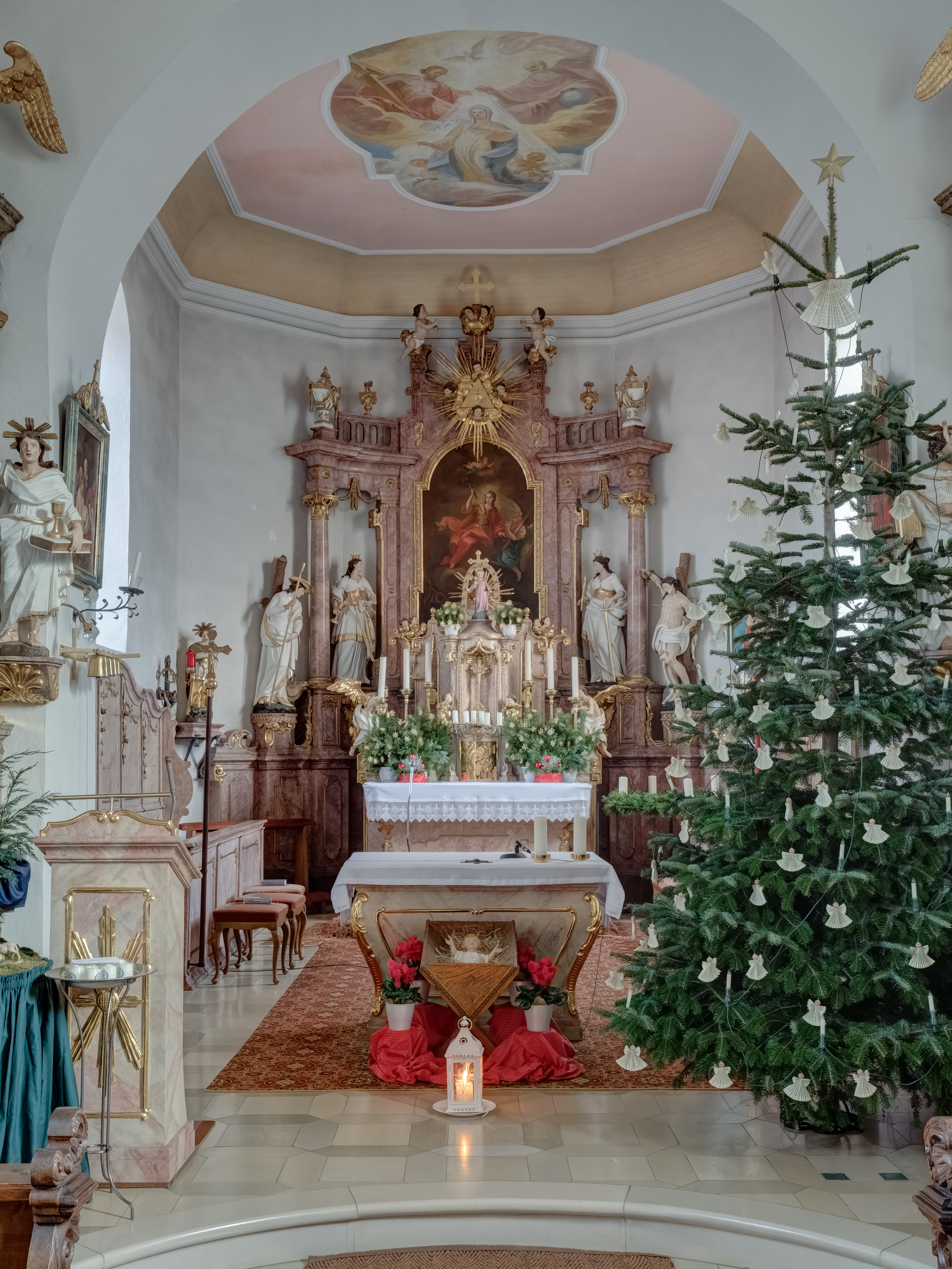
Bereits klassizistisch geprägter Hochaltar in Drügendorf, 1783
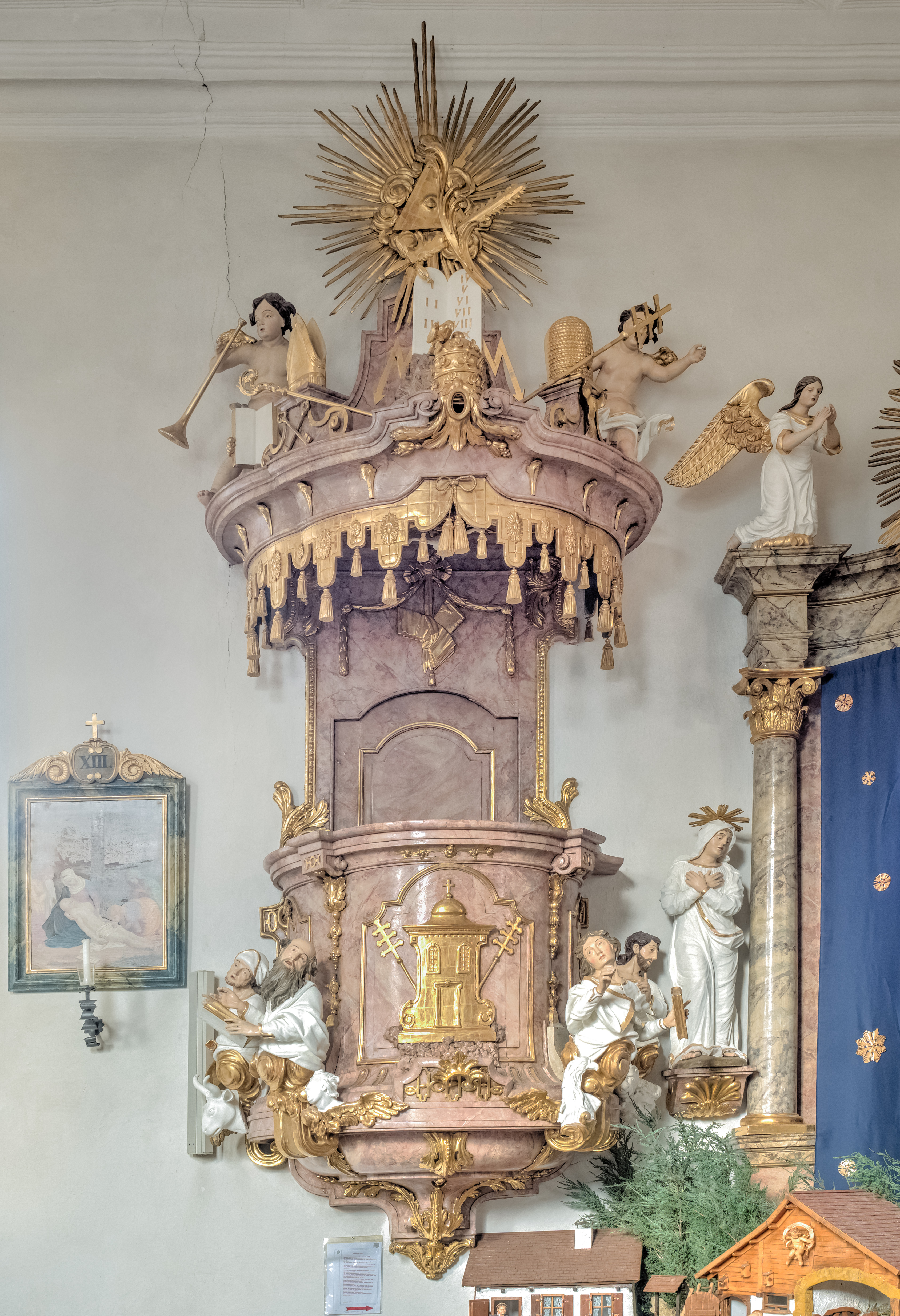
Frühklassizistische Kanzel in Drügendorf, 1783.
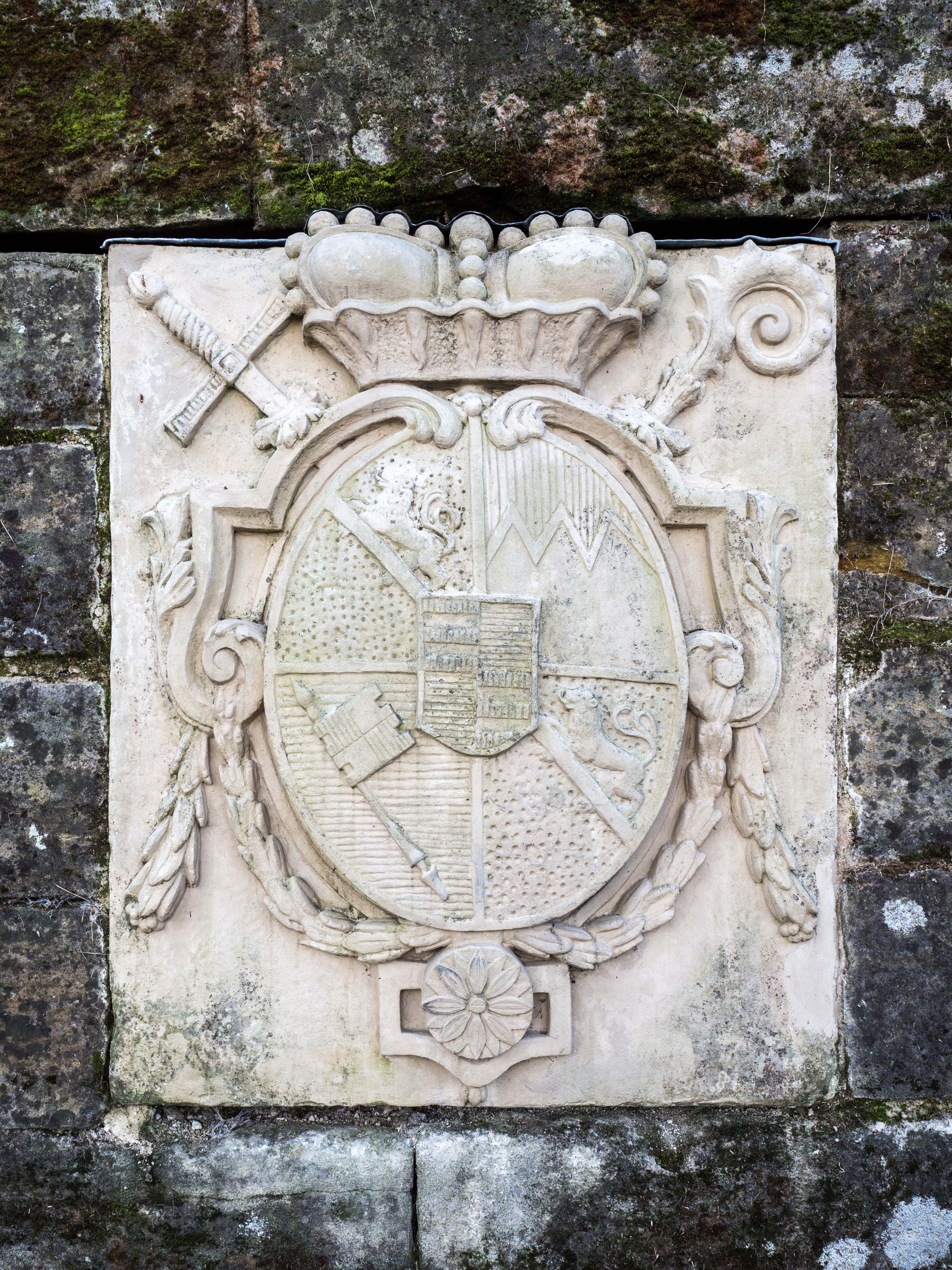
Wappen des Fürstbischofs Franz Ludwig von Erthal, wohl 1784/85

## Ehrungen
Nach Johann Bernhard Kamm sind in seiner Geburtsstadt Obereuerheim und seiner Hauptwirkungsstätte Bamberg Straßen benannt.